# 羽島市消防本部
羽島市消防本部（はしまししょうぼうほんぶ）は、岐阜県羽島市の消防部局（消防本部）。管轄区域は羽島市全域。

## 概要
- 消防本部：羽島市竹鼻町丸の内9-26
- 管内面積：53.66km2
- 職員定数：85人
- 消防署1カ所、分署2カ所
- 主力機械（2021年4月1日現在）
  - 普通消防ポンプ自動車：2
  - 水槽付消防ポンプ自動車：3
  - 化学消防自動車：1
  - 高規格救急自動車：4
  - 救助工作車：1
  - 指揮車：2
  - 広報車 : 3
  - その他：5

## 沿革
- 1965年1月1日　羽島市消防本部・羽島消防署を設置。

## 組織
- 本部－消防総務課、予防課、救急指令課
- 消防署

## 消防署
| 消防署     | 住所             | 分署                                        |
| ---------- | ---------------- | ------------------------------------------- |
| 羽島消防署 | 竹鼻町丸の内9-26 | 北：正木町須賀本村10-1 南：下中町石田1357-3 |